# Missionari servi della Parola
I Missionari Servi della Parola (in latino Congregatio Missionariorum Verbi Dei Servorum; in spagnolo Misioneros Servidores de la Palabra) sono un istituto religioso maschile di diritto pontificio: i membri di questa congregazione clericale pospongono al loro nome la sigla M.S.P.

## Storia
La congregazione venne fondata dal comboniano italiano Luis Butera Vullo, missionario in Messico, il 18 ottobre 1983 e venne approvata dalla Santa Sede il 23 febbraio 2008.
Esiste anche il ramo femminile delle Suore Missionarie Serve della Parola.

## Attività e diffusione
Il fine della congregazione è la formazione dei laici per farne evangelizzatori.
I religiosi sono presenti in Canada, Cile, Guatemala, Repubblica Dominicana, Kenya, Messico, Stati Uniti d'America, Venezuela; la sede generalizia è a Texcoco, in Messico.
Al 31 dicembre 2008 la congregazione contava 233 religiosi (51 dei quali sacerdoti) in 23 case.